# Queensrÿche
Cet article concerne le groupe de heavy metal. Pour l'album éponyme, voir Queensrÿche (album).
Queensrÿche (prononcé /ˈkwiːnzraɪk/) est un groupe de metal progressif américain, originaire de Bellevue, Washington. Formé en 1982, le groupe est considéré comme l'un des pionniers du metal progressif : un mélange de heavy metal traditionnel et de rock progressif.
Queensrÿche fut le plus grand groupe à succès de la scène rock progressif, avec plus de 20 millions d'exemplaires vendus à travers le monde, soit 6 millions d'albums aux États-Unis. Le groupe est très bien accueilli pour son album Operation: Mindcrime (1988), souvent considéré comme l'un des meilleurs albums concept de tous les temps. Leur album suivant, Empire, commercialisé en 1990, se révèle également être un succès, et inclut le single Silent Lucidity. Le groupe est nommé trois fois aux Grammy Awards pour les chansons de ces deux albums ; Rockenfield est également nommé pour un Grammy hors de ses prestations avec Queensrÿche.
En 1997, le guitariste et principal auteur-compositeur, DeGarmo, quitte le groupe pour des raisons personnelles. Au fil des années, il est remplacé par Kelly Gray, Mike Stone, et Parker Lundgren, respectivement. À la suite d'une altercation médiatisée à São Paulo, au Brésil, en avril 2012, Tate est renvoyé du groupe et remplacé par le chanteur du groupe Crimson Glory, Todd La Torre. De ce fait, Tate et son épouse Susan (ancien manager du groupe entre 2005 et 2012) engagent une poursuite judiciaire à Washington. Un accord est trouvé, et les deux camps sont autorisés à utiliser le nom de Queensrÿche ; Tate fonde alors son propre line-up avec l'ancien guitariste Gray, et les membres d'autres groupes comme Blue Öyster Cult, Ozzy Osbourne, Whitesnake, Dio, AC/DC et Quiet Riot,. Cette version de Queensrÿche avec Geoff Tate fait paraître un album, Frequency Unknown (en) le 23 avril 2013, tandis que la version de Queensrÿche avec Todd La Torre fait paraître leur album éponyme les 24 et 25 juin (dates européenne et américaine, respectivement). Les deux camps partent en tournée la même année, en 2013,.

## Biographie

### De The Mob à Queensrÿche (début 1980)
Les prémices de Queensrÿche peuvent être retracées à la fin des années 1970. Le guitariste Michael Wilton fonde le groupe Joker avec des amis en 1978. Ils sont ensuite rejoints par le guitariste Chris DeGarmo en 1979. En 1980, Wilton fait la rencontre du batteur Scott Rockenfield au Easy Street Records de Seattle et forment ensemble le groupe Cross+Fire together. Ils reprennent des musiques de groupes heavy metal comme Iron Maiden et Judas Priest, et s'entraînent chez Rockenfield dans son garage. Avant ça, DeGarmo et le bassiste Eddie Jackson se joint à Cross+Fire, et le groupe change de nom pour The Mob, nom inspiré du titre The Mob Rules de Black Sabbath. Sans chanteur à cette période, ils recrutent Geoff Tate qui chantera pour eux lors d'un festival de rock local. En ce temps-là, Tate était déjà membre d'un groupe appelé Babylon. Après la dissolution de Babylon, Tate participe à quelques soirées aux côtés de The Mob, mais quitte le groupe car il n'éprouve aucun intérêt à reprendre des musiques d'autres groupes de heavy metal.
En 1981, The Mob récolte assez d'argent pour produire une cassette audio démo. Encore une fois, Tate est demandé pour le chant, malgré la désapprobation de son groupe, Myth. Le groupe enregistre quatre chansons : Queen of the Reich, Nightrider, Blinded, et The Lady Wore Black, le dernier dont les paroles sont écrites par Tate. Pendant toute l'année, ils envoient leur démo à de nombreux labels, qui finiront tous par les refuser. The Mob signe finalement un contrat avec Kim et Diana Harris, les dirigeants du label Easy Street Records,. Cependant, Tate ne désirant pas quitter son groupe Myth, le groupe décide de se trouver un autre chanteur. Du fait que le nom de « The Mob » ne pouvait être utilisé, leur manager leur demande de choisir un nom différent. Le groupe semblerait être à court d'idées, et décide de s'inspirer du titre de leur démo Queen of the Reich. L'appellation Queensreich est modifié pour éviter toute potentielle confusion avec un groupe orienté vers le nazisme[réf. nécessaire] ; ryche est la prononciation anglaise de « Reich » qui peut, comme pour l'homonyme allemand, désigner un « royaume », ou un « empire ». Le nom de « Queensrÿche » est écrit avec l'umlaut heavy metal pour la lettre 'y'. D'une manière humoristique, le groupe explique : « l'umlaut au-dessus du 'y' nous a hanté pendant des années. On a passé presque onze ans à essayer d'expliquer comment le prononcer. » L'umlaut a été oublié sur la couverture de l'album paru en 2011, Dedicated to Chaos.
Kim Harris envoie un exemplaire de la cassette audio démo et une photo du groupe à des amis désormais rédacteurs au magazine Kerrang!, ce qui mène à une page consacrée au groupe. L'attention grandissante désormais tournée vers le groupe aux États-Unis et en Europe, les époux Harris font paraître la démo de Queensrÿche en tant qu'EP dans leur label indépendant 206 Records en 1983,. À la suite du succès international de cet EP, diffusé à la radio et incroyablement vendue même pour une petite production indépendante, Tate accepte de quitter Myth et devient le chanteur permanent de Queensrÿche,.
Les 29 et 30 juin 1983, Queensrÿche participe à une tournée aux côtés du groupe Zebra à Seattle. Kim Harris connaissait le manager A&R Mavis Brodey du groupe EMI américain, et réussit à la convaincre de venir assister à l'une des soirées du groupe. Brodey offre un contrat de 15 ans au label EMI et pour la production de sept albums, à Queensrÿche. EMI réédite l'EP Queensrÿche qui est accueilli modérément par la presse spécialisée, et qui atteint la 81e au classement Billboard. Le groupe participe à une tournée avec Quiet Riot dans le Sud des États-Unis, et avec Twisted Sister sur la côte ouest américaine et au Canada, puis joue à Seattle aux côtés de Dio.

### The WarningetRage for Order(1984–1987)
Après leur tournée promotionnelle pour leur EP, Queensrÿche part pour Londres pour y enregistrer son premier album studio. Le groupe travaille aux côtés du producteur James Guthrie, qui avait auparavant travaillé pour Pink Floyd et Judas Priest. Paru en septembre 1984, The Warning présente les éléments sonores progressifs déjà présents dans leur premier EP. Iml atteint la 61e place du Billboard, dont les ventes sont modérées. Leur titre Take Hold of the Flame est un succès hors des frontières américaines, en particulier au Japon. Le groupe participe à la promotion de cet album avec Kiss à leur tournée Animalize.

### Operation: Mindcrime,Empireet succès (1988–1996)
En 1988, Queensrÿche fait paraître Operation: Mindcrime, un album concept narré, véritable succès critique et commercial. L'histoire de l'album se centre sur un drogué ayant subi un lavage de cerveau devenu assassin pour une organisation secrète.
La parution de l'album Empire (1990) amène Queensrÿche à un sommet de sa popularité commerciale. Il atteint la 7e place des classements, et s'est vendu à plus de 3 millions d'exemplaires aux États-Unis, plus que leurs quatre précédents albums combinés ; il a été certifié disque d'argent au Royaume-Uni. La ballade Silent Lucidity, qui présente un orchestre, est en tête du Top 10. Dans la tournée qui suit, Building Empires, le groupe joue ses albums Operation: Mindcrime et Empire dans leur intégralité. La tournée a duré 18 mois, plus longtemps que toutes les autres tournées effectuées par le groupe. La tournée marque également une période sombre du groupe, lorsque durant leur passage à Ichtegem, Belgique le 20 novembre 1990, une bagarre dans le public a causé un mort. Le manager de la tournée Howard Ungerleider met un terme à la soirée alors que le groupe jouait sa septième chanson Roads to Madness.
Un album live, enregistré du 10 au 12 mai 1991, intitulé Operation: Livecrime est commercialisé plus tard la même année. Remis de ses émotions, le groupe fait paraître l'album Promised Land en octobre 1994. Il s'agit d'un album profondément sombre et personnel, qui reflète l'état d'esprit du groupe à cette période. Malgré les débuts de l'album à la troisième place du Billboard et sa certification en disque de platine, il ne surpasse pas le succès engendré par l'album Empire.

### Changements majeurs (1997–1998)
Queensrÿche sort son sixième album studio, Hear in the Now Frontier, en mars 1997. Il est accueilli de façon mitigée par les fans. L'album débute à la 19e place du Billboard mais quitte rapidement le classement. En plus des chiffres de ventes décevants de l'album, le groupe est confronté à d'autres problèmes lors de leur tournée promotionnelle. Moins d'un mois après le début de la tournée Hear in the Now Frontier, Geoff Tate tombe gravement malade et le groupe doit annuler les dates de tournée à venir. À ça vient s'ajouter le dépôt de bilan de leur label EMI America Records à la même période. Queensrÿche est forcé de financer lui-même les deux mois restants de leur tournée. Le groupe, afin d'honorer ses obligations contractuelles, joue en décembre en Amérique du Sud, puis, fin 1997, Chris DeGarmo annonce son départ du groupe. Cependant, ce n'est publiquement révélé que le 28 janvier 1998. Les membres du groupe expliquent qu'il souffrait d'un burnout et avait d'autres ambitions personnelles en dehors de Queensrÿche,.
Scott Rockenfield explique :« Il sentait qu'il avait accompli quelque chose dans sa vie de musicien et qu'il voulait passer à autre chose. »

### Nouveau départ (1998–2002)
DeGarmo est remplacé par le guitariste et producteur Kelly Gray. Les liens établis entre Gray et Queensrÿche remontent au début des années 1980, lorsqu'il était guitariste pour le groupe Myth, ancien groupe dans lequel Geoff Tate était membre. Gray avait également travaillé aux côtés de groupes comme Dokken et Candlebox. Le dernier album de Queensrÿche avec Gray remonte à 1999 et s'intitule Q2K. Il s'agit du premier album avec leur nouveau label, Atlantic Records.
À la suite de la parution de la collection de leurs plus grands tubes en 2000, Queensrÿche embarque pour une autre tournée, cette fois en soutien à Iron Maiden. Cette tournée abstient la participation du groupe au Madison Square Garden pour la première fois. Fatigué du manque de soutien de la part de leur label Atlantic Records, Queensrÿche signe au label Sanctuary Records en 2001. En juillet la même année, le groupe joue à des dates au Moore Theatre de Seattle, Washington. Ces concerts ont été enregistrés puis commercialisés en septembre 2001 sous le titre de Live Evolution, qui représente le second album live du groupe. Selon Rockenfield, Gray a été renvoyé du groupe en 2002 « à cause de ses problèmes de drogues, entre autres,. »

### AnnéesTribe(2002–2004)
Le groupe entre en studio en tant que quintette au printemps 2003 pour enregistrer son huitième album, tandis qu'une compilation de leurs plus grands tubes intitulée Classic Masters est commercialisé le 9 mars 2003. En avril, ils annoncent l'arrivée de Chris DeGarmo, dont l'avenir dans le groupe était incertain. En juillet, Queensrÿche fait paraître son unique premier album au label Sanctuary, intitulé Tribe. Le remplaçant de Gray est désigné être Mike Stone, qui a auparavant participé à l'album solo de Tate. Stone accompagne le groupe à la tournée promotionnelle de Tribe comme second guitariste accompagnant Wilton. En juin 2003, Queensrÿche participe à une tournée en compagnie de Dream Theater. Les deux groupes alternent les séquences d'ouverture et fermeture. Fates Warning est l'invité de la tournée et la tournée est commercialisée sous le titre de The Art of Live (en).
Après cette tournée, Lars Sorensen quitte le groupe, et l'épouse de Geoff Tate, Susan, est désignée manager du groupe, après avoir travaillé comme assistante manager depuis 2001.

### Operation: Mindcrime II(2004–2007)
En juillet 2004, Queensrÿche annonce ses plans pour une suite de l'album Operation: Mindcrime. Pour attirer l'attention des fans, le groupe lance sa tournée en hiver 2004 appelée An Evening With Queensrÿche. La tournée se compose de leurs plus grands tubes. Le groupe joue une version pré-enregistrée de la chanson Hostage, une chanson de leur futur album. Operation : Mindcrime 2 est commercialisé à l'international le 31 octobre 2006. Il s'agit du premier album de Queensrÿche au label Rhino Entertainment, avec lequel ils signent en 2005. L'album débute à la 14e place du Billboard, la plus haute position du groupe depuis 1997. Le groupe, rejoint de Pamela Moore, lance une tournée promotionnelle de l'album. Ils jouent les deux albums Mindcrime dans leur intégralité. Dio apparaît au Gibson Amphitheatre d'Universal City, en Californie.

### Take CoveretAmerican Soldier(2007–2010)
Le 9 août 2007, le groupe annonce la parution d'un album de leurs plus grands tubes intitulé Sign of the Times. L'album, paru le 28 septembre 2007, est une édition spéciale collector qui inclut un disque bonus avec des démos et une nouvelle chanson, Justified, avec Chris DeGarmo à la guitare. Le 13 novembre 2007, le groupe fait paraître un album composé de reprises, Take Cover. L'album contient des chansons reprises de groupes comme Queen, U2, The Police, Black Sabbath, Peter Gabriel, et Pink Floyd. Le 3 février 2009, Stone annonce la fin de sa participation au sein de Queensrÿche pour se concentrer sur un projet parallèle appelé Speed-X. Wilton enregistre les morceaux de guitares lead et rythmique pour leur onzième album American Soldier, paru le 31 mars 2009. Il s'agit d'un album concept leur point de vue de la Seconde Guerre mondiale à celles de l'actualité. Parker Lundgren (ancien membre de The Nihilists et Sledgeback, qui a également participé à la tournée solo de Tate et qui a des relations avec la belle-fille de Tate, Miranda) remplace Stone pour la tournée. En novembre 2010, Queensrÿche joue à de nombreux concerts pour les soldats en Irak,.

### Dedicated to Chaos(2011–2012)
Le douzième album du groupe, Dedicated to Chaos, est commercialisé le 28 juin 2011 au label Roadrunner/Loud & Proud Records, avec qui le groupe a signé le 25 août 2010. Selon Tate, Queensrÿche s'occupait déjà de l'écriture d'une suite pour Dedicated to Chaos en juin 2011, et prévoit de retourner en studio fin 2012 pour ré-enregistrer l'album Operation : Mindcrime, prévu pour 2013 à la 25e anniversaire.

### Division de Queensrÿche et poursuites (depuis 2012)

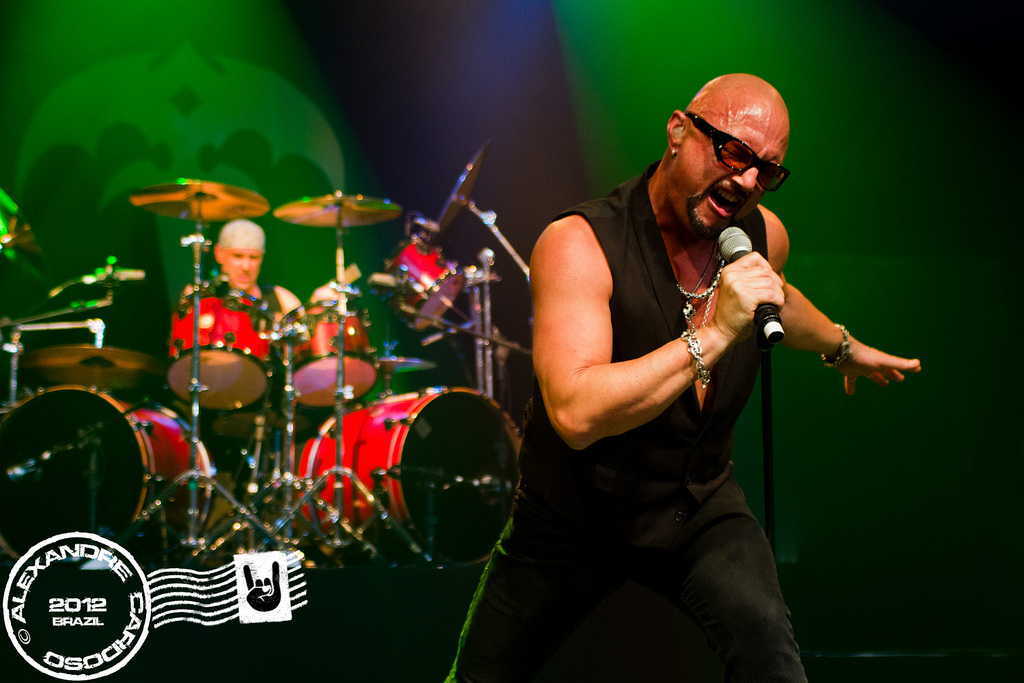
Le batteur Scott Rockenfield et le chanteur Geoff Tate sur scène avec Queensrÿche à São Paulo, Brésil le 14 avril 2012. Tate crache fréquemment sur Rockenfield durant ce show.

Durant une réunion du groupe le 12 avril 2012, à laquelle Tate n'a pas assisté, le groupe décide de démettre la belle-fille de Tate, Miranda, de ses fonctions de meneuse du fanclub du groupe, ainsi que de renvoyer l'épouse de Tate, Susan, à cause de divers problèmes et contrariétés qu'elle aurait causés aux membres. Wilton explique plus tard que « pendant les dernières dernières années, on en est venu à croire qu'on n'avait plus le droit à la parole et que le groupe était mené que par la famille Tate. » De ce fait, le 14 avril 2012, avant leur début sur scène à São Paulo, Brésil, Tate s'explique face à face avec les membres du groupe. La tension est palpable et Tate commence à s'en prendre physiquement aux membres, et à cracher sur Rockenfield et Wilton. Au fil des concerts, Wilton, Rockenfield, et Jackson se concertent pour savoir s'il est possible pour eux de continuer à jouer aux côtés de Tate.
Les autres membres du groupe déduisent que Tate continuait à leur manquer de respect, ce qui mène Wilton, Rockenfield et Jackson « à la conclusion qu'il ne peuvent plus travailler avec Mr. Tate, » car « ayant prouvé à plusieurs reprises qu'il ne travaillait non pas dans un esprit de groupe, mais seul. » Ils se réunissent le 5 juin (certaines sources indiquant le 6 juin). Les membres du groupe votent le renvoi de Tate et le recrutement d'un nouveau chanteur toujours sous le nom de Queensrÿche. Le 12 juin, Tate et son épouse portent l'affaire en justice devant la court de Seattle contre ses anciens compagnons de groupe, clamant avoir été illégitimement renvoyé du groupe.
Début janvier 2014, les deux parties souhaitent continuer l'activité du groupe.
En 2015, la bataille légale au sujet du nom des deux groupes se termine et le projet musical de Geoff Tate prend le nom de "Operation: Mindcrime", en référence à leur ancien album commun.

## Discographie

### Albums studio
- 1983 : Queensrÿche (EP)
- 1984 : The Warning
- 1986 : Rage for Order
- 1988 : Operation: Mindcrime
- 1990 : Empire
- 1994 : Promised Land
- 1997 : Hear in the Now Frontier
- 1999 : Q2K
- 2003 : Tribe
- 2006 : Operation: Mindcrime II
- 2007 : Take Cover (Album de reprises)
- 2009 : American Soldier
- 2011 : Dedicated to Chaos
- 2013 : Queensrÿche
- 2015 : Condition Human
- 2019 : The Verdict
- 2022 : Digital Noise Alliance

### Albums live
- Operation: LIVEcrime (1991) [Coffret CD/VHS]
- Live Evolution 2CDs (2001)
- The Art Of Live (2004)
- Mindcrime at the Moore 2CDs (2007)
- Live At The Hammersmith Odeon'91 (2010) [Empire 20th Anniversary Edition Bonus CD]

### Compilations
- Greatest Hits (2000)
- Classic Masters (2003)
- Sign Of The Times (The Best Of Queensrÿche) 2CDs (2007)

## Vidéographie
- Video:mindcrime (1989)
- Operation : Livecrime (1991 / 2001 Réédition)
- Building Empires (1992 / 2002 Réédition)
- Live Evolution (2001)
- The Art Of Live (2004)
- Mindcrime At The Moore (2007)

## Formation

### Membres actuels
- Todd La Torre – chant lead (depuis 2012)
- Michael Wilton – guitare lead, rythmique et acoustiques, chœurs (depuis 1982)
- Eddie Jackson – basse, chœurs (depuis 1982)
- Scott Rockenfield – batterie, percussions, clavier, orchestration (depuis 1982)
- Parker Lundgren – guitare lead, rythmique et acoustique, chœurs (depuis 2009)

### Anciens membres
- Chris DeGarmo – guitare lead, rythmique et acoustique, chœurs (1982–1997, 2003)
- Mike Stone – guitare lead, rythmique et acoustique, chœurs (2002–2009)
- Geoff Tate – chant lead, claviers, saxophone (1982-2012)
- Kelly Gray – guitare lead et rythmique, chœurs (1998–2002, 2012)